# برون‌بارو

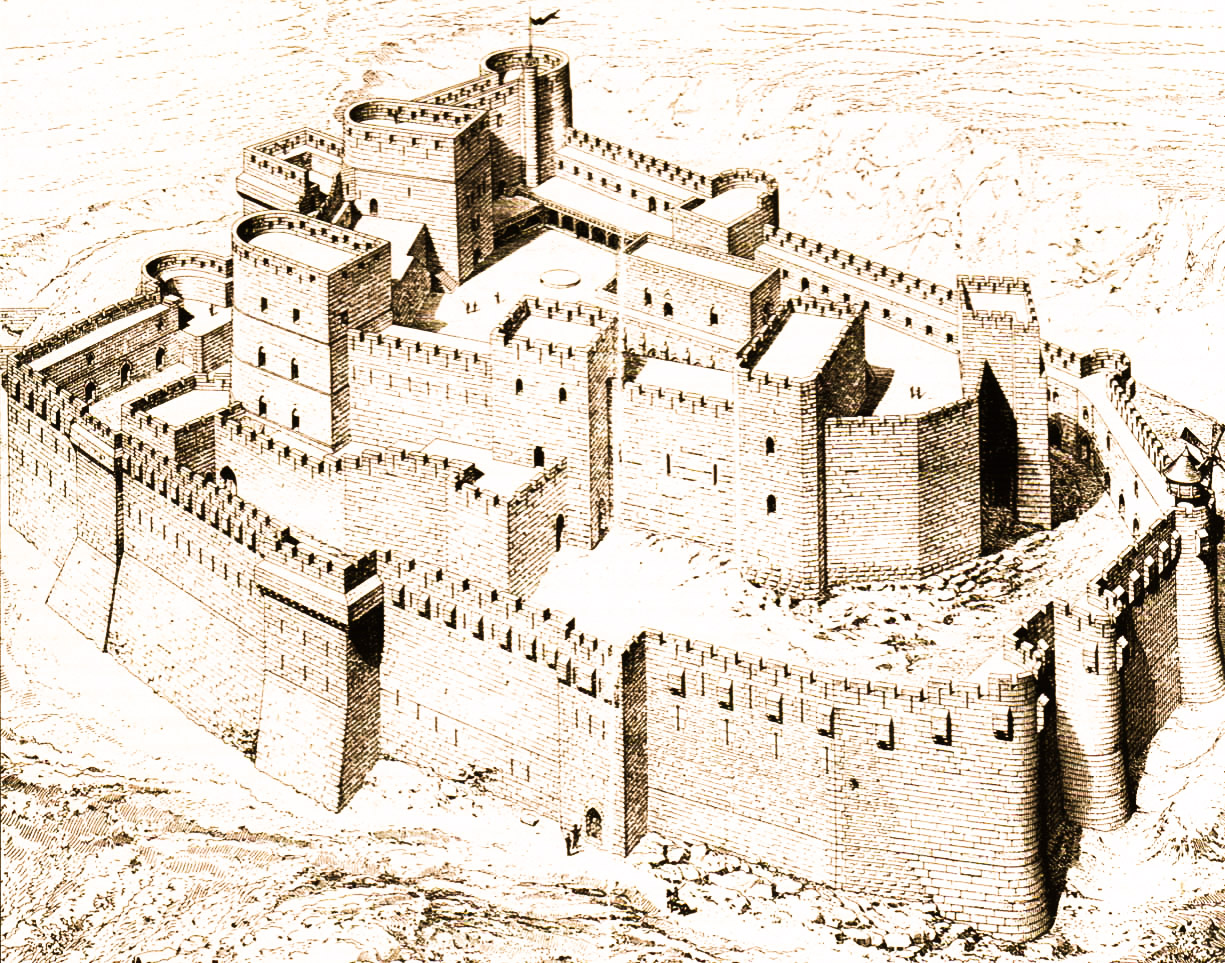
دژ شهسواران یکی از دژهای برون‌بارودار است.

به بیرونی‌ترین دیوار و حصار مجموعه استحکامات، بُرون‌بارو گفته می‌شود.
برون‌بارو دیواره یا استحکامات دور دژ و غیره و کمربند پدآفندی اول است.